# Grünausee
Der Grünausee ist ein Bergsee in den Stubaier Alpen im österreichischen Bundesland Tirol.
Er liegt zwischen dem Sulzenaukogel (2944 m) im Westen und der  Urfallspitze (2805 m) im Osten in einer Höhe von 2328 m ü. A.. Er wird vom Freigerbach entwässert, einem Zubringer des Sulzenaubaches, der bei der Grawaalm in die Ruetz mündet.
Der Grünausee ist ein Moränenstausee, der von der Moräne des Wilden-Freiger-Ferners gestaut wird, die auf die Vorstöße von  1850 und 1920 zurückgeht. Der See wurde unter anderem vom Kleinen Grünauferner gespeist, der ihn durch Schwebstoffe trübte, seit dem Abschmelzen des Gletschers weist er klares Wasser auf.
Direkt am See vorbei führt der Stubaier Höhenweg von der Sulzenauhütte zur Nürnberger Hütte.